# Receptor retinoinske kiseline gama
Receptor retinoinske kiseline gama (RAR-gama), isto poznat kao NR1B3 (nuklearni receptor potfamilije 1, grupa B, član 3) je nuklearni receptor kodiran genom .

## Interakcije
Pokazano je za receptor retinoinske kiseline gama da može da formnira interakciju sa Nuklearnim receptorom korepresorom 1.

## Literatura
- Leid, M.; P, Kastner; Lyons, R.;  . (1992). „Purification, cloning, and RXR identity of the HeLa cell factor with which RAR or TR heterodimerizes to bind target sequences efficiently.”. Cell. 68 (2): 377—95. PMID 1310259. doi:10.1016/0092-8674(92)90478-U.
- Vollberg, T. M.; Nervi, C.; George, M. D.;  . (1992). „Retinoic acid receptors as regulators of human epidermal keratinocyte differentiation.”. Mol. Endocrinol. 6 (5): 667—76. PMID 1318502. doi:10.1210/me.6.5.667.
- Lehmann JM, Zhang XK, Pfahl M (1992). „RAR gamma 2 expression is regulated through a retinoic acid response element embedded in Sp1 sites.”. Mol. Cell. Biol. 12 (7): 2976—85. PMID 1320193.
- Mattei, M. G.; Rivière, M.; A, Krust;  . (1991). „Chromosomal assignment of retinoic acid receptor (RAR) genes in the human, mouse, and rat genomes.”. Genomics. 10 (4): 1061—9. PMID 1655630. doi:10.1016/0888-7543(91)90199-O.
- Lehmann JM, Hoffmann B, Pfahl M (1991). „Genomic organization of the retinoic acid receptor gamma gene.”. Nucleic Acids Res. 19 (3): 573—8. PMID 1849262. doi:10.1093/nar/19.3.573.
- Kastner, P.; A, Krust; Mendelsohn, C.;  . (1990). „Murine isoforms of retinoic acid receptor gamma with specific patterns of expression.”. Proc. Natl. Acad. Sci. U.S.A. 87 (7): 2700—4. PMID 2157210. doi:10.1073/pnas.87.7.2700.
- Giguère, V.; M, Shago; Zirngibl, R.;  . (1990). „Identification of a novel isoform of the retinoic acid receptor gamma expressed in the mouse embryo.”. Mol. Cell. Biol. 10 (5): 2335—40. PMID 2157970.
- Ishikawa, T.; K, Umesono; Mangelsdorf, D. J.;  . (1990). „A functional retinoic acid receptor encoded by the gene on human chromosome 12.”. Mol. Endocrinol. 4 (6): 837—44. PMID 2172793. doi:10.1210/mend-4-6-837.
- Krust, A.; P, Kastner; Petkovich, M.;  . (1989). „A third human retinoic acid receptor, hRAR-gamma.”. Proc. Natl. Acad. Sci. U.S.A. 86 (14): 5310—4. PMID 2546152. doi:10.1073/pnas.86.14.5310.
- Renaud, J. P.; Rochel, N.; M, Ruff;  . (1996). „Crystal structure of the RAR-gamma ligand-binding domain bound to all-trans retinoic acid.”. Nature. 378 (6558): 681—9. PMID 7501014. doi:10.1038/378681a0.
- Zhou L, Pang J, Munroe DG, Lau C (1993). „A human retinoic acid receptor gamma isoform is homologous to the murine retinoic acid receptor gamma 7.”. Nucleic Acids Res. 21 (10): 2520. PMID 7685085. doi:10.1093/nar/21.10.2520.
- Zitnik, R. J.; RM, Kotloff; Latifpour, J.;  . (1994). „Retinoic acid inhibition of IL-1-induced IL-6 production by human lung fibroblasts.”. J. Immunol. 152 (3): 1419—27. PMID 8301142.
- Botling, J.; Castro, D. S.; Oberg, F.;  . (1997). „Retinoic acid receptor/retinoid X receptor heterodimers can be activated through both subunits providing a basis for synergistic transactivation and cellular differentiation.”. J. Biol. Chem. 272 (14): 9443—9. PMID 9083083. doi:10.1074/jbc.272.14.9443.
- Lømo, J.; Smeland, E. B.; Ulven, S.;  . (1998). „RAR-, not RXR, ligands inhibit cell activation and prevent apoptosis in B-lymphocytes.”. J. Cell. Physiol. 175 (1): 68—77. PMID 9491782. doi:10.1002/(SICI)1097-4652(199804)175:1<68::AID-JCP8>3.0.CO;2-A.
- Klaholz, B. P.; JP, Renaud; Mitschler, A.;  . (1998). „Conformational adaptation of agonists to the human nuclear receptor RAR gamma.”. Nat. Struct. Biol. 5 (3): 199—202. PMID 9501913. doi:10.1038/nsb0398-199.
- Zhang, Z. P.; CJ, Gambone; Gabriel, J. L.;  . (1999). „Arg278, but not Lys229 or Lys236, plays an important role in the binding of retinoic acid by retinoic acid receptor gamma.”. J. Biol. Chem. 273 (51): 34016—21. PMID 9852056. doi:10.1074/jbc.273.51.34016.
- Yang C, Zhou D, Chen S (1999). „Modulation of aromatase expression in the breast tissue by ERR alpha-1 orphan receptor.”. Cancer Res. 58 (24): 5695—700. PMID 9865725.
- Nagpal, S.; C, Ghosn; DiSepio, D.;  . (1999). „Retinoid-dependent recruitment of a histone H1 displacement activity by retinoic acid receptor.”. J. Biol. Chem. 274 (32): 22563—8. PMID 10428834. doi:10.1074/jbc.274.32.22563.
- Egea, P. F.; Mitschler, A.; N, Rochel;  . (2000). „Crystal structure of the human RXRalpha ligand-binding domain bound to its natural ligand: 9-cis retinoic acid.”. EMBO J. 19 (11): 2592—601. PMID 10835357. doi:10.1093/emboj/19.11.2592.
- Boudjelal M, Voorhees JJ, Fisher GJ (2002). „Retinoid signaling is attenuated by proteasome-mediated degradation of retinoid receptors in human keratinocyte HaCaT cells.”. Exp. Cell Res. 274 (1): 130—7. PMID 11855864. doi:10.1006/excr.2001.5450.